# Jungcheon
Jungcheon (* 224; † 270) war der zwölfte Herrscher des Staates Goguryeo, dem nördlichen der Drei Reiche von Korea. Er war ein Sohn des Königs Dongcheon und regierte von 248 bis zu seinem Tod 270.

## Leben
Go Yeon-bul wurde 244 zum Kronprinzen ernannt und folgte seinem Vater nach dessen Tod im Jahr 248 auf den Thron. Im November desselben Jahres verschwörten sich seine Brüder Go Ye-mul und Go Sa-gu gegen Jungcheon, der sie darauf verfolgte und hinrichtete. Seine Königin Yeon ermordete seine Nebenfrau Gwanna im Jahr 251 aus Eifersucht. Im Jahr 256 ernannte Jungcheon seinen Sohn Go Yak-ro zum Kronprinzen.
Im Jahr 259 führte die chinesische Wei-Dynastie unter ihrem General Wei Chije eine Invasionsstreitmacht nach Goguryeo. Der König begegnete ihnen im Bezirk Yangmaek mit einer Kavallerie von 5.000 Mann und besiegte die Wei-Armee, die 8.000 Mann verlor.
Jungcheon starb im Jahr 270 und wurde in Jungcheonji-won begraben. Der Kronprinz Go Yak-ro folgte ihm als König Seocheon auf den Thron.
| Vorgänger | Amt                        | Nachfolger |
| --------- | -------------------------- | ---------- |
| Dongcheon | König von Goguryeo 248–270 | Seocheon   |

| Personendaten    | Personendaten                                                       |
| ---------------- | ------------------------------------------------------------------- |
| NAME             | Jungcheon                                                           |
| ALTERNATIVNAMEN  | Jungyang; Chungch'ŏn-wang; Chungyang-wang; Go, Yeon-bul; Ko, Yŏnbul |
| KURZBESCHREIBUNG | König von Goguryeo                                                  |
| GEBURTSDATUM     | 224                                                                 |
| STERBEDATUM      | 270                                                                 |